# NGC 4212
NGC 4212 este o galaxie spirală situată în constelația Părul Berenicei. A fost descoperită în 8 aprilie 1784 de către William Herschel. Se află la o distanță de 16,52 megaparseci de Pământ.